# Liste von Instant-Messaging-Protokollen
Diese Liste enthält Informationen über Netzwerkprotokolle, die den Kommunikationsablauf und Verbindungsaufbau zwischen Software-Clients für Instant Messaging beschreiben. Einige Protokolle sind direkt an die Software gekoppelt, in diesem Fall wird der Name der Software genannt.
| Protokoll                     | Open Source | Entwickler                           | Nutzung   | Offener Standard | Ende-zu-Ende-Verschlüsselung möglich | Benutzerkonto          | Offline-Nachrichten | Eigener Server möglich |
| ----------------------------- | ----------- | ------------------------------------ | --------- | ---------------- | ------------------------------------ | ---------------------- | ------------------- | ---------------------- |
| E-Mail („Push-Mail“)          | ja          |                                      | 1982      | ja               | ja                                   | ja                     | ja                  | ja                     |
| IRC                           | ja          | Jarkko Oikarinen                     | 1988      | ja               | nein                                 | nicht erforderlich     | nicht ohne weiteres | ja                     |
| Windows Live Messenger        | nein        | Microsoft                            | 1999–2013 | nein             | ja                                   | ja                     | ja                  | nein                   |
| PSYC                          | ja          | PSYC Projekt                         | 1995      | ja               | nein                                 | ja                     | ja                  | ja                     |
| OSCAR (AIM, ICQ)              | nein        | AOL                                  | 1996      | nein             | nein                                 | ja                     | ja                  | nein                   |
| Tencent QQ                    | nein        | Tencent                              | 1998      | nein             | nein                                 | ja                     | ja                  | nein                   |
| Yahoo Messenger               | nein        | Yahoo                                | 1998      | nein             | nein                                 | ja                     | ja                  | nein                   |
| SILC                          | ja          | Pekka Riikonen                       | 2000      | ja               | ja                                   | öffentlicher Schlüssel | nein                | nein                   |
| Gadu-Gadu                     | nein        | Gadu-Gadu                            | 2000      | nein             | nein                                 | ja                     | ja                  | nein                   |
| XMPP (vormals Jabber)         | ja          | Jeremie Miller                       | 2000      | ja               | ja                                   | ja                     | ja                  | ja                     |
| Pichat                        | nein        |                                      | 2002      | ?                | nein                                 | ?                      | ?                   | serverlos              |
| Skype                         | nein        | Skype Technologies (Microsoft)       | 2003      | nein             | nein                                 | ja                     | ja                  | nein                   |
| RetroShare                    | ja          | Team Retroshare                      | 2006      | ja               | ja                                   | öffentlicher Schlüssel | ja                  | serverlos              |
| SIMPLE                        | nein        | SIMPLE Working Group                 | 2007      | ja               | nein                                 | ja                     | nein                | nein                   |
| Blackberry Messenger          | nein        |                                      | 2005      | nein             | nein                                 | ?                      | ja                  | nein                   |
| Hike                          | nein        | BSB Innovation India Private Limited | 2012      | nein             | nein                                 | ?                      | ja                  | nein                   |
| Hoccer                        | nein        | Hoccer Betriebs GmbH                 | 2014      | nein             | nein                                 | ?                      | ja                  | nein                   |
| KakaoTalk                     | nein        |                                      | 2010      | nein             | nein                                 | ?                      | ja                  | nein                   |
| Line                          | nein        | Line Corporation                     | 2011      | nein             | nein                                 | ?                      | ja                  | nein                   |
| myEnigma                      | nein        |                                      | 2013–2016 | nein             | ja                                   | Telefonnummer          | ja                  | nein                   |
| Signal (vormals Axolotl)      | ja          | Open Whisper Systems                 | 2010      | ja               | ja                                   | Telefonnummer          | ja                  | nein                   |
| Ginlo vorher SIMSme           | nein        | Brabbler AG vorher Deutsche Post AG  | 2014      | nein             | ja                                   | Telefonnummer          | ja                  | nein                   |
| Surespot                      | ja          | 2fours                               | 2012      | nein             | ja                                   | ?                      | ja                  | nein                   |
| Telegram (MTProto)            | ja          | Telegram Messenger LLP               | 2013      | nein             | ja                                   | Telefonnummer          | ja                  | nein                   |
| Threema                       | nein        | Threema GmbH                         | 2012      | nein             | ja                                   | ja                     | ja                  | nein                   |
| Viber                         | nein        | Viber Media                          | 2010      | nein             | nein                                 | ja                     | ja                  | nein                   |
| WhatsApp                      | nein        | WhatsApp Inc. (Facebook)             | 2009      | nein             | ja                                   | Telefonnummer          | ja                  | nein                   |
| whistle.im                    | nein        | Daniel Wirtz, Michael Bank           | 2013      | nein             | ja                                   | öffentlicher Schlüssel | ja                  | nein                   |
| Tox                           | ja          |                                      | 2013      | ja               | ja                                   | öffentlicher Schlüssel | nein                | serverlos              |
| Google Talk / Google Hangouts | nein        | Google LLC                           | 2005      | nein             | nein                                 | Ja (Google-Konto)      | ja                  | nein                   |
| Facebook                      | nein        | Facebook                             | 2004      | nein             | nein                                 | ja                     | ja                  | nein                   |
| Mumble                        | ja          |                                      | 2005      | ja               | nein                                 | nicht erforderlich     | nein                | ja                     |
| TeamSpeak                     | nein        | TeamSpeak Systems GmbH               | 2001      | nein             | nein                                 | nicht erforderlich     | nein                | ja                     |
| WebRTC                        | ja          | World Wide Web Consortium            | 2011      | ja               | nein                                 | nicht erforderlich     | nein                | ja                     |
| Matrix                        | ja          | Matrix.org Foundation                | 2014      | ja               | ja                                   | ja                     | ja                  | ja                     |
| Zulip                         | ja          | Dropbox                              | 2012      | ja               | nein                                 | ja                     | ja                  | ja                     |

Ein Protokoll ist offen standardisiert, wenn es ein (offenes) Standardisierungsgremium bzw. einen (offenen) Standardisierungsprozess gibt, der eine Protokollspezifikation veröffentlicht hat.